# Acropora valida
Espèce
Statut de conservation UICN

 LC  : Préoccupation mineure
Statut CITES
Acropora valida est une espèce de coraux appartenant à la famille des Acroporidae.